# Aleksiej Troszczinski
Aleksiej Borisowicz Troszczinski (ros. Алексей Борисович Трощинский; ur. 9 października 1973 w Ust-Kamienogorsku, Kazachska SRR) – kazachski hokeista, reprezentant Kazachstanu, olimpijczyk, działacz hokejowy.
Jego brat Andriej (1978-2015) także był hokeistą.

## Kariera zawodnicza
- / Torpedo Ust-Kamienogorsk (1990–1994)
- Dinamo Moskwa (1994–2000)
- Mietałłurg Magnitogorsk (2000–2001)
- Dinamo Moskwa (2001–2005)
- Awangard Omsk (2005–2007)
- Dinamo Moskwa (2007–2008)
- Torpedo Niżny Nowogród (2008–2010)
- Atłant Mytiszczi (2010)
  -  HK Riazań (2010)
- Witiaź Czechow (2010–2013)
- Barys Astana (2013)

Wychowanek Torpedo Ust-Kamienogorsk. 20 lutego 2012 jako trzeci w historii rozegrał mecz nr 1000 w rosyjskiej pierwszej klasie rozgrywkowej. Obok niego jeszcze dwóch zawodników osiągnęło tysiąc meczów w ramach Mistrzostw Rosji (pierwszy Andriej Subbotin, drugi Witalij Proszkin). W styczniu 2013 roku rozwiązał kontrakt z Witiaziem Chechow i został zawodnikiem rodzimego kazachskiego klubu Barys Astana.
W barwach ZSRR uczestniczył w turnieju mistrzostw Europy juniorów do lat 18 edycji 1991. W barwach WNP uczestniczył w turnieju mistrzostw świata juniorów do lat 20 edycji 1992. Następnie został seniorskim reprezentantem Kazachstanu, w barwach którego występował wielokrotnie. Uczestniczył w turniejach zimowej uniwersjady edycji 1993, mistrzostw świata w 1993, 1994, 1996, 1997, 1998, 1999, 2000, 2004, 2011, 2012, 2013 oraz zimowych igrzysk olimpijskich 1998.

## Kariera działacza
W sezonie 2014/2015 podjął pracę skauta w CSKA Moskwa, a w następnym sezonie został dyrektorem skautingu w tym klubie. Od sierpnia do października 2021 przejściowo był asystentem w sztabie zespołu.

## Sukcesy
Reprezentacyjne
- Srebrny medal mistrzostw Europy juniorów do lat 18: 1991 z ZSRR
- Złoty medal mistrzostw świata juniorów do lat 20: 1992
- Srebrny medal zimowej uniwersjady: 1993
- Awans do MŚ Grupy B: 1996 z Kazachstanem
- Awans do MŚ Elity: 1997, 2011, 2013 z Kazachstanem

Klubowe
- Złoty medal mistrzostw Kazachstanu: 1993, 1994 z Torpedo
- Złoty medal mistrzostw Rosji: 1995, 2000 z Dinamem Moskwa, 2001 z Mietałłurgiem Magnitogorsk, 2005 z Dinamem Moskwa,
- Srebrny medal mistrzostw Rosji: 2006 z Awangardem Omsk
- Brązowy medal mistrzostw Rosji: 1996, 1999 z Dinamem Moskwa, 2007 z Awangardem Omsk

Indywidualne
- Liga kazachska 1993/1994: najlepszy obrońca sezonu[5]
- Superliga rosyjska 1999/2000: Złoty Kask (przyznawany sześciu zawodnikom wybranym do składu gwiazd sezonu)
- Superliga rosyjska w hokeju na lodzie (2004/2005): pierwsze miejsce w klasyfikacji +/- w fazie play-off
- Mistrzostwa Świata w Hokeju na Lodzie 2012/Elita: jeden z trzech najlepszych zawodników reprezentacji